# Rudolf Diesel
Rudolf Christian Karl Diesel (Paris, 18 de março de 1858 — Canal da Mancha, 30 de setembro de 1913) foi um engenheiro mecânico franco-alemão, inventor do motor a diesel.

## Vida
Foi o segundo de três filhos de Theodor e Elise Diesel, imigrantes alemães (bávaros) na França. Diesel idealizou um dos mais importantes sistemas mecânicos da história da humanidade. Rudolf Diesel elaborou um motor a combustão interna a pistões que explorava os efeitos de uma reação química, um fenômeno natural, que acontece quando o óleo é injetado num recipiente com oxigênio, causando uma explosão ao misturar-se. Para conseguir controlar tal reação e movimentar uma máquina foi necessária uma infinidade de outros inventos, como a bomba injetora, elaborar sistemas de múltiplas engrenagens e outros acessórios controladores para que pressão de liberação atuasse precisamente na passagem do êmbolo do pistão no ângulo de máxima compressão.
Rudolf Diesel colocou seu motor em operação pela 1ª vez, abastecendo-o com óleo de amendoim, em 10 de agosto de 1893, sendo esta data celebrada como o Dia Internacional do Biodiesel.
Registrou a patente de seu motor-reator em 23 de fevereiro de 1897, desenvolvido para trabalhar com óleo de origem vegetal. Entretanto, em sua homenagem, foi dado ao produto oleoso mais abundante obtido na primeira fase de refino do petróleo bruto o nome de diesel. Isso não quer dizer que todos os motores a injeção sejam obrigados a funcionar com óleo diesel, desde que regulem a pressão no sistema de injeção, um motor pode passar a funcionar com qualquer tipo de óleo, tanto pode ser de origem vegetal (como óleo de amendoim) ou animal (como é o caso da gordura de porco).
Face a sua simplicidade e a enorme aplicação, o motor de pistões movidos a reação óleo-oxigênio rapidamente penetrou nos lugares mais longínquos do planeta, revolucionando o mundo industrial e substituindo os dispendiosos sistemas mecânicos a vapor que até então movimentavam as locomotivas e os transportes marítimos por unidades geradoras diesel-elétrica.

## Morte
Na noite de 29 de setembro de 1913, embarcou no barco a vapor SS Dresden, em Antuérpia (Bélgica), rumo a Londres (Reino Unido).
Após negociar o seu invento durante a travessia do Canal da Mancha, o inventor desaparece em circunstâncias que jamais foram esclarecidas. Vários boatos sobre seu desaparecimento e morte circularam, e a imprensa deu grande cobertura ao fato. Muitas suspeitas foram levantadas (acidente, suicídio, homicídio).
Duas semanas depois, um barco encontrou um cadáver próximo da costa belga. Roupas e objetos foram recolhidos e o corpo foi novamente lançado ao mar, procedimento normal da época. A 13 de outubro, Eugen Diesel reconheceu tais pertences como sendo de seu pai.

Em 1978 foi incluído no Automotive Hall of Fame.

## Galeria
|                |                         |                                                 |                                                                             |                                                         |
| Motor a diesel | Primeiro motor a diesel | Reprodução da patente obtida por Rudolf Diesel. | Mercedes-Benz 260 D, (1936) um dos primeiros automóveis com motor a diesel. | Selo postal alemão de 1997: Cem anos do motor a diesel. |

## Publicações
- Theorie und Konstruktion eines rationellen Wärmemotors zum Ersatz der Dampfmaschine und der heute bekannten Verbrennungsmotoren. Berlim 1893.
- Solidarismus. Natürliche wirtschaftliche Erlösung des Menschen. Autor: „Daß ich den Dieselmotor erfunden habe, ist schön und gut, aber meine Hauptleistung ist, daß ich die soziale Frage gelöst habe.“ R. Oldenbourg Verlag, Munique e Berlim 1903. Maro-Verlag, Augsburg 2007, ISBN 3-87512-416-2. (PDF)
- Genossenschaftliche Eigenproduktion. Wie kann der organisierte Konsum den Übergang zur Eigenproduktion beschleunigen? Nach einem Vortrag, gehalten auf dem 1. ordentlichen Genossenschaftstag des Zentralverbandes deutscher Konsumvereine am 14. Jun. 1904 in Hamburg. Reinhardt-Verlag, München 1904, DNB 572860544.
- The present status of the Diesel engine in Europe, and a few reminiscences of the pioneer work in America. Publiziert von Busch-Sulzer Bros. - Diesel Engine Co. St. Louis, Missouri 1912, Beleg.
- Die Entstehung des Dieselmotors. Springer, Berlim 1913. Faksimile mit einer technik-historischen Einführung und einem Lebensbild von Rudolf Diesel von Hans-Joachim Braun. Steiger, Moers 1984, ISBN 3-921564-70-0.